# Viktor Reneysky
Viktor Reneysky, né le 24 janvier 1967 à Babrouïsk en Biélorussie, est un céiste biélorusse anciennement soviétique. Lors des Jeux olympiques d'été de 1988 se tenant à Séoul en Corée du Sud il a remporté deux titres olympiques en C2 sur 500 mètres et en C2 sur 1 000 mètres, avec son compatriote Nicolae Juravschi. Huit ans plus tard lors des Jeux de 1996 à Atlanta ils remportent une médaille d'argent sur 500 mètres, mais cette fois sous les couleurs de la Moldavie. Dans sa carrière il a également remporté huit médailles d'or lors de Championnats du monde.

## Palmarès

### Jeux olympiques
- Champion olympique en C2 500m aux Jeux olympiques d'été de 1988 à Séoul ( Corée du Sud)
- Champion olympique en C2 1 000m aux Jeux olympiques d'été de 1988 à Séoul ( Corée du Sud)
- Médaillé d'argent en C2 500m aux Jeux olympiques d'été de 1996 à Atlanta ( États-Unis)

### Championnats du monde
- Vice-champion du monde en C2 500m aux Championnats du monde de 1986 à Montréal ( Canada)
- Champion du monde en C2 500m aux Championnats du monde de 1989 à Plovdiv ( Bulgarie)
- Champion du monde en C4 500m aux Championnats du monde de 1989 à Plovdiv ( Bulgarie)
- Champion du monde en C4 1 000m aux Championnats du monde de 1989 à Plovdiv ( Bulgarie)
- Champion du monde en C2 500m aux Championnats du monde de 1990 à Poznań ( Pologne)
- Champion du monde en C4 500m aux Championnats du monde de 1990 à Poznań ( Pologne)
- Champion du monde en C4 1 000m aux Championnats du monde de 1990 à Poznań ( Pologne)
- Champion du monde en C4 500m aux Championnats du monde de 1991 à Paris ( France)
- Champion du monde en C4 1 000m aux Championnats du monde de 1991 à Paris ( France)
- Vice-champion du monde en C2 500m aux Championnats du monde de 1991 à Paris ( France)
- Médaillé de bronze en C2 1 000m aux Championnats du monde de 1991 à Paris ( France)
- Vice-champion du monde en C2 500m aux Championnats du monde de 1995 à Duisbourg ( Allemagne)